# Vroonen-Aerts

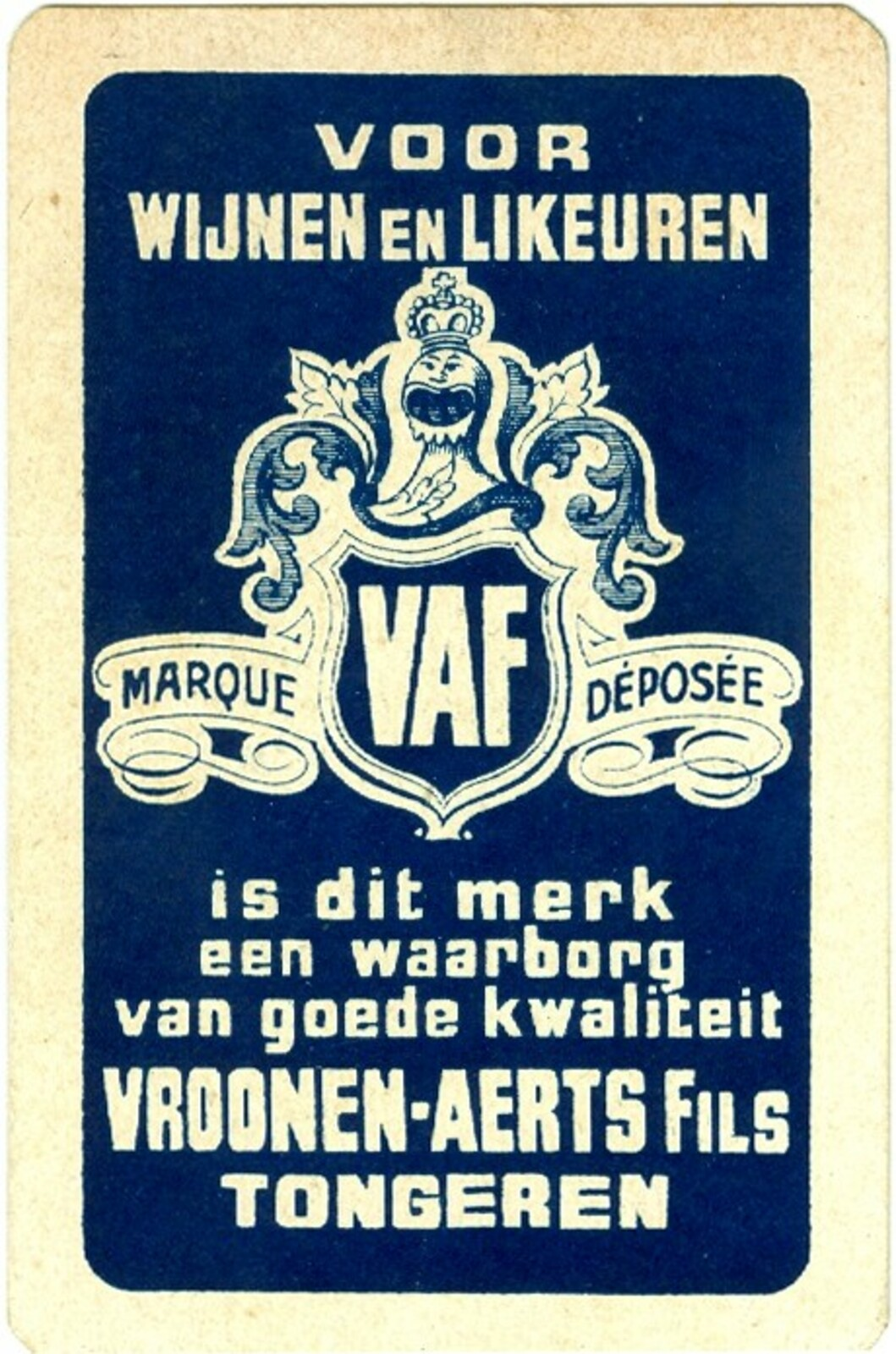
Speelkaart voor Vroonen-Aerts, Tongeren

Vroonen Aerts & Fils, kortweg gekend als de firma VAF, was een groothandel in wijnen, likeuren, koffie, zeep en kruidenierswaren in Tongeren. De zaak werd opgericht in 1848 en was gelegen in het centrum van Tongeren, in de schaduw van de Onze-Lieve-Vrouwebasiliek.

## Geschiedenis
Huis Vroonen Aerts & Fils werd in 1848 opgericht door Hubert Dominique Vroonen en zijn schoonbroer Jean Aerts. Hun specialiteit was het bottelen van likeuren, jenever en sterkedrank. Ze stookten niet zelf.
Eind 19de eeuw volgde Constant Vroonen zijn vader Hubert op als beheerder van de groothandel. Na zijn dood, in 1908, stapte eerst zijn zoon Armand Vroonen en daarna ook zijn neef Georges Vroonen in de zaak. Zij deponeerden in 1923 een eerste keer het merk VAF, met als merklogo de helm van een harnas. Ze verkochten wijnen, olie, azijn en likeuren onder de merknaam Ambiorix. 
Na een zwaar ongeval in 1959, waarbij Armand Vroonen om het leven kwam en Georges Vroonen zwaar gewond, werd het bedrijf in 1960 stopgezet.

## Kasteel van Kiewit
De familie Vroonen bezat veel eigendommen in en rond Tongeren. In 1869 kocht Hubert Vroonen een landgoed met kasteeltje in Kiewit (Hasselt) aan als buitenverblijf. Van 1860 tot 1868 was er een jeneverstokerij op het landgoed. Hubert Vroonen ontmantelde de stookinstallatie en liet die overbrengen naar Tongeren. Het Kasteeltje in Kiewit gebruikten ze nog als buitenverblijf.
Na de dood van Hubert Vroonen in 1886 erfde één van zijn zonen, Emile Vroonen, een broer van Constant Vroonen, het landgoed. Emile Vroonen verliet in 1888 Tongeren om zich in Kiewit te vestigen.